# Scream (album Michael Jackson)
Scream è una compilation postuma del cantante statunitense Michael Jackson, pubblicata il 29 settembre 2017 dalla Sony Music.
Il titolo della compilation prende spunto dal brano omonimo di Jackson del 1995, presente anche nella tracklist della compilation, e tratto dall'album in studio del cantante HIStory: Past, Present and Future - Book I. L'acquisto dell'album è stato reso disponibile in formato CD e download digitale il 29 settembre 2017 e in formato vinile il 27 ottobre 2017.
L'album è la seconda raccolta postuma del cantante contenente almeno un inedito e segue la prima raccolta postuma This Is It del 2009. Complessivamente è il quinto album postumo che segue: Xscape (2014), Immortal (2011), Michael (2010) e la raccolta This Is It (2009). Senza contare le riedizioni degli album Bad, intitolata Bad 25 (2012), e di Off The Wall (2016).

## Descrizione
Il disco, come descritto dall'Estate of Michael Jackson, la società che gestisce l'eredità del cantante, è una collezione di 13 brani di Michael Jackson pensati per il periodo di Halloween con l'aggiunta di una traccia bonus, nonché primo singolo estratto dall'album il 6 settembre 2017, ovvero il mash-up Blood On The Dance Floor X Dangerous (The White Panda Mash-Up), unico "inedito" dell'album, in realtà non definibile come tale dato che composto da tracce precedentemente pubblicate e conosciute. Per promuovere la compilation il giorno della sua uscita, venne pubblicata in streaming anche una seconda canzone, Thriller (Steve Aoki Midnight Hour Remix), un remix del famoso brano Thriller a cura di Steve Aoki, anche se non pubblicata nei formati CD e vinile e non inclusa nella tracklist dell'album.
L'album fa parte di una celebrazione di Halloween, definita "la festa preferita di Michael Jackson" dai suoi eredi, iniziata nel settembre 2017 con la presentazione fuori concorso alla 74ª Mostra internazionale d'arte cinematografica di Venezia di Thriller 3D e che si è conclusa con la messa in onda di un cartone animato in CGI chiamato Michael Jackson's Halloween ad ottobre dello stesso anno sulla CBS.

## Realtà aumentata
L'album Scream è il primo prodotto di Michael Jackson che fa uso della realtà aumentata (AR). Grazie ad un accordo tra la casa discografica di Michael Jackson, la Sony e Shazam la confezione contiene un codice Shazam circolare ed un poster: basterà, infatti, inquadrare il codice con la fotocamera di Shazam tramite lo smartphone e successivamente inquadrare il poster per vivere la prima esperienza di realtà aumentata proposta da Shazam per un album musicale. Questo può essere fatto non solo per il poster all'interno della confezione, ma anche per i manifesti celebrativi dell'album in giro per il mondo, avendo anch'essi un codice Shazam esclusivo che permetterà di utilizzare la AR.

## Critica
La raccolta ha ricevuto critiche contrastanti con molti critici che hanno fatto notare l'inclusione di canzoni che col periodo di Halloween non hanno nulla, o poco, a che vedere, come le canzoni Dirty Diana, Leave Me Alone, Unbreakable o Xscape, mentre altre canzoni che sarebbero state perfette per l'album sono state invece inspiegabilmente escluse come Is It Scary, Scared of the Moon o Morphine.
Il critico Gabriele Antonucci di Panorama, nella sua recensione intitolata Perché "Scream" è una raccolta inutile scrive: «Un obiettivo di corto raggio, che sarebbe stato tutto sommato accettabile con un'operazione discografica di alto livello. Operazione di cui, non c'è traccia in Scream, a partire dalla dozzinale copertina. [...] Se il discrimine per la selezione dei brani è il tema Halloween, perché, allora, non sono stati inseriti brani dalle atmosfere noir come Is It Scary, Morphine e 2Bad? Lascia assai perplessi la scelta di includere nella compilation due brani dei The Jacksons, soprattutto Torture, duetto non indimenticabile del 1984 tra Jermaine e Michael Jackson [...] Somebody's Watching Me è perfettamente calata nel tema paranoico di Halloween, peccato che la canzone sia stata scritta e cantata da Rockwell, al secolo Kennedy William Gordy, figlio del patron della Motown Barry Gordy. Troviamo la voce di Michael Jackson solo nel ritornello e nei cori di sottofondo insieme a suo fratello Jermaine Jackson [...] è una raccolta confusa e bizzarra, che poteva essere salvata in corner da un inedito, uno dei tanti che MJ, abituato a comporre 30-40 brani per ogni album, ha lasciato in cassaforte. Niente di tutto ciò. [...] Michael Jackson, come tutti i suoi fan sanno bene, era un perfezionista assoluto che non avrebbe mai avallato la pubblicazione di canzoni non approvate da lui, figuriamoci di un mash-up di suoi brani».

## Tracce
1. This Place Hotel (The Jacksons) – 5:43
2. Thriller – 5:58
3. Blood on the Dance Floor – 4:13
4. Somebody's Watching Me (Rockwell feat. Michael Jackson & Jermaine Jackson) – 3:57
5. Dirty Diana – 4:40
6. Torture (The Jacksons) – 4:53
7. Leave Me Alone – 4:39
8. Scream (feat. Janet Jackson) – 4:37
9. Dangerous – 6:58
10. Unbreakable – 6:25
11. Xscape – 4:05
12. Threatened – 4:19
13. Ghosts – 5:13
14. Blood On The Dance Floor X Dangerous (The White Panda Mash-Up) – 3:38

## Classifiche
| Classifica (2017)         | Posizione massima |
| ------------------------- | ----------------- |
| Australia                 | 14                |
| Belgio (Fiandre)          | 9                 |
| Francia                   | 16                |
| Germania                  | 22                |
| Italia                    | 38                |
| Nuova Zelanda             | 1                 |
| Regno Unito               | 9                 |
| Spagna                    | 9                 |
| Stati Uniti               | 33                |
| Stati Uniti (R&B/Hip-Hop) | 20                |